# Onychipodia bimarginata
Onychipodia bimarginata är en fjärilsart som beskrevs av Rothschild 1912. Onychipodia bimarginata ingår i släktet Onychipodia och familjen björnspinnare. Inga underarter finns listade i Catalogue of Life.